# Csijaliki kultúra
A csijaliki kultúra régészeti kultúra a Dél-Urálban a Kr. u. 10–14. században.

## Földrajz
A csijaliki kultúra elterjedése nyugaton a Sesma és a Zaj folyók, keleten pedig a Tobol folyóig terjed. Baskíriában az Ik, a Sjun, a Belaja, a Gyoma és az Aj folyók medencéjére jellemző az előfordulásuk.

## Eredet
A keleti magyarság Kr. u. 10–14. századi hagyatékát a régészeti kutatás a csijaliki kultúrához köti. A forrásokból Magna Hungaria néven ismert területen találta meg a keleten maradt magyarokat Julianus barát a mongol támadás előestéjén. A régészeti és genetikai adatok alapján megdőlt az a korábbi elképzelés, miszerint csak egy magyar töredék maradt a Dél-Urál régióban. A kárpát-medencei magyarság nemcsak fennmaradt, de sikeresen olvasztott magába más népeket, míg a keleti magyarság végül a baskírokba és volgai tatárokba olvadt be. A baskír néphagyományban fennmaradt a magyarság emléke.

## Régészet
A kultúra nyomai a Kr. u. 12 században Volgai Bulgária északkeleti előterében, a Káma, Belaja, Ik folyók összefolyásánál a legerősebbek.  A Kr. u. 13–14. században a csijaliki népesség fokozatosan kiterjesztette területét Ufa környékére, a Belája folyó alsó és középső folyásának medencéjére. Ez utóbbi terjeszkedés párhuzamba állítható a baskír Jurmat nemzetség vándorlásával. Elképzelhető, hogy a Jurmat nemzetségnév a magyar Kürtgyarmat törzsnév második tagjának, a Gyarmatnak a megfelelője. 
A kultúra hordozói helyi félnomádok voltak. A nyári  és téli lakó objektumok is különböztek egymástól. A kultúra képviselői gerendaházakban és jurtákban éltek. A házakban lévő kandallókat különböző helyeken helyezték el, a jurtákban pedig a jurta közepén.
A halottakat sekély, körülbelül 1,3 méteres mély sírokba temették. A fejnél agyagedényeket és állatcsontokat találtak. Női és gyermek sírokban ékszereket, a férfiak sírjába nyílhegyeket, szablyákat, kengyeleket, sarlót, kaszát helyeztek. A temetkezésben maradt tárgyak azt mutatják, hogy harcmodorukat a könnyű fegyverzetű lovasság dominálta.
Az erdős-sztyeppei csijaliki kultúra a 14. század közepétől sztyeppei, délebbi török nyelvű nomádok nyomása alákerült. Miután a kipcsak-török törzsek behatoltak területükre fokozatosan beolvadtak a baskírokba és a volgai tatárokba.

## Paleogenetika
A kutatók egyértelmű genetikai kapcsolatokat találtak a csijaliki, valamint a helyi, de időben megelőző kusnarenkovói kultúra képviselői, és a kárpát-medencei magyarok között. Az apai vonalak sokkal homogénebbek voltak, mint az anyai vonalak. Az Uelgi+Karanaevo és csijaliki (Gornovo) csoportból származó minták zöme apai vonalon ugyanabba a haplocsoportba tartozik Y-STR becslés alapján, az N1a1a1a1a2a1c-B539/PH3340 (ISOGG v15.73) alcsoportba. Ez az alcsoport köti össze a mai magyarokat legközelebbi nyelvrokonaikkal, a hantikkal és a manysikkal . Egyéb azonosított alcsoportok: R1a1a1b2-Z93>R1a1a1b2a-Z94>Z2124, R1a-Z280>Y4459, az I1, J2a1-Z7700 és R1b.

## Fordítás
Ez a szócikk részben vagy egészben a Чияликская_культура című orosz Wikipédia-szócikk ezen változatának fordításán alapul.  Az eredeti cikk szerkesztőit annak laptörténete sorolja fel. Ez a jelzés csupán a megfogalmazás eredetét és a szerzői jogokat jelzi, nem szolgál a cikkben szereplő információk forrásmegjelöléseként.